# Lubow Mała
Lubow Trochimiwna Mała (ukr. Любов Трохимівна Мала, ur. 13 stycznia 1919 we wsi Kopani w obwodzie zaporoskim, zm. 14 kwietnia 2003 w Charkowie) – radziecka i ukraińska lekarka, internistka, akademik Akademii Nauk Medycznych ZSRR.

## Życiorys
Urodziła się w rodzinie chłopskiej. W 1938 ukończyła 1 Charkowski Instytut Medyczny, później pracowała w szpitalu we wsi Pietrowieńki w rejonie iwanowskim w obwodzie woroszyłowgradzkim. Od 1941 do września 1946 pracowała w szpitalach wojskowych, później w Charkowskim Instytucie Medycznym jako ordynator, asystent, adiunkt i doktorant. Od 1955 kierowała działem na Wydziale Sanitarno-Higienicznym i Pediatrycznym, w 1962 została kierownikiem laboratorium kardiologicznego w Charkowskim Instytucie Medycznym, a w 1986 dyrektorem Charkowskiego Naukowo-Badawczego Instytutu Terapii Ministerstwa Ochrony Zdrowia Ukraińskiej SRR. W 1950 została kandydatem nauk medycznych, a w 1954 doktorem nauk medycznych, w 1955 otrzymała tytuł profesora. Napisała ponad 500 prac naukowych, w tym 24 monografie. W 1963 weszła w skład Komitetu Kobiet Radzieckich, a w 1968 Międzynarodowego Towarzystwa Internistów, od 1973 była członkiem Prezydium Wszechzwiązkowego Naukowego Towarzystwa Kardiologów. Od 1974 była akademikiem Akademii Nauk Medycznych ZSRR. W 1999 otrzymała honorowe obywatelstwo Charkowa.

## Odznaczenia i nagrody
- Bohater Ukrainy z Orderem Państwa (12 stycznia 1999)
- Medal Sierp i Młot Bohatera Pracy Socjalistycznej (12 stycznia 1979)
- Order Lenina (12 stycznia 1979)
- Order Wojny Ojczyźnianej II klasy (11 marca 1985)
- Order Czerwonego Sztandaru Pracy (7 marca 1960)
- Nagroda Państwowa ZSRR (1980)
- Order Bohdana Chmielnickiego III klasy (1995)
- Order Księcia Jarosława Mądrego V klasy (1998)
- Medal „Za zasługi bojowe”

I inne.